# ألان إليس (لاعب دوري الرغبي)
ألان إليس (بالإنجليزية: Allan Ellis)‏ هو لاعب دوري الرغبي أسترالي، ولد في 1909 في ماريكفيل ‏ في أستراليا، وتوفي بنفس المكان في 23 سبتمبر 1984.